# Corvinuskirche
Corvinuskirche oder Corvinuskapelle sind Kirchengebäude, die nach dem niedersächsischen Reformator Anton Corvinus (1501 bis 1553) benannt wurden.

## Bekannte Corvinuskirchen
- Corvinuskirche (Göttingen)
- Corvinuskirche (Hannover)
- Corvinuskirche (Erichshagen) in Nienburg
- Corvinuskirche (Northeim) in Northeim
- Corvinuskapelle (Wennigser Mark) in Wennigser Mark, Wennigsen
- Corvinuskirche (Wunstorf)